# Nobuyuki Tawara
Nobuyuki Tawara (en japonès: 俵 信之, 22 de setembre de 1964) va ser un ciclista japonès, que s'especialitzà en la pista. Va aconseguir tres medalles, una d'elles d'or, als Campionats del món de velocitat.

## Palmarès
- 1987
  -  Campió del món en Velocitat